# Caso adlativo
El caso adlativo es un caso gramatical que se da en ciertas lenguas, como el vasco, el estonio, el húngaro, el finés, el turco o el quenya, llamado también aditivo o alativo, que tiene como finalidad indicar la dirección "hacia" algo.
- Datos: Q655020